# Meta-Hidroksinorefedrin
meta-Hidroksinorefedrin (3-hidroksinorefedrin, 3,β-dihidroksiamfetamin) je adrenergički lek iz amfetaminske klase koji je patentiran kao vazopresor i nazalni dekongestant, ali nije plasiran na tržište. On je racemska forma simpatomimetičkog leka metaraminola.

## Literatura
- Pharmaceutical Manufacturing Encyclopedia, 3rd Edition. Elsevier. стр. 2110.  978-0-8155-1526-5. Приступљено 24. 4. 2012.
- F.. Macdonald (1997). Dictionary of Pharmacological Agents. CRC Press. стр. 106.  978-0-412-46630-4. Приступљено 24. 4. 2012.